# Oddibe McDowell
Pour les articles homonymes, voir McDowell.
Oddibe McDowell (né le 25 août 1962 à Hollywood, Floride, États-Unis) est un voltigeur de centre au baseball ayant joué dans les Ligues majeures de 1985 à 1994.

## Carrière
Après avoir joué au Collège de Miami Dade en Floride, Oddibe McDowell évolue pour les Sun Devils d'Arizona State à l'Université d'État de l'Arizona. Jeune joueur prometteur, il est un choix de première ronde des Twins du Minnesota en 1983 mais l'équipe ne parvient à le mettre sous contrat. En 1984, il est choisi en première ronde (12e athlète sélectionné au total) par les Rangers du Texas. L'année 1984 est bien remplie pour McDowell, qui gagne une médaille d'argent en baseball aux Jeux olympiques de Los Angeles,  remporte le prix Golden Spikes remis au meilleur joueur de baseball amateur aux États-Unis, et est élu meilleur joueur de l'année par Baseball America.
Oddibe McDowell fait son entrée dans le baseball majeur avec les Rangers du Texas le 19 mai 1985. Il a la distinction de porter le numéro d'uniforme 0, un nombre rarement choisi par les joueurs. Il frappe 18 circuits et amasse 42 points produits en 111 matchs à sa saison initiale, en plus de se démarquer par sa rapidité avec 25 vols de buts. Il prend le quatrième rang du vote annuel désignant la recrue de l'année de la Ligue américaine, un prix décerné cette année-là à Ozzie Guillen des White Sox de Chicago. Le 23 juillet 1985, McDowell réussit le premier cycle dans l'histoire des Rangers.
McDowell patrouille le champ centre des Rangers pendant quatre saisons. Il égale en 1986 son record de circuits (18) et produit 49 points en 154 parties jouées, en plus de voler 33 buts. Il présente des sommets personnels de 152 coups sûrs et 105 points marqués. En 1987, il claque 14 circuits, vole 24 buts et atteint un sommet en carrière de 52 points produits en 128 rencontres. Retiré seulement deux fois en tentative de vol, il affiche le meilleur taux de réussite de tous les coureurs du baseball majeur. En 1988, il égale son record en carrière de 33 buts volés mais ne frappe que 6 longues balles et ne produit que 37 points en 120 matchs.
Le 6 décembre 1988, les Rangers transfèrent McDowell, le premier but Pete O'Brien et le deuxième but Jerry Browne aux Indians de Cleveland en retour du joueur d'avant-champ Julio Franco. McDowell ne joue qu'une demi-saison à Cleveland, puisque ceux-ci l'échangent le 2 juillet 1989 aux Braves d'Atlanta contre le voltigeur Dion James. Frappant pour ,304 en 76 parties jouées pour Atlanta, McDowell égale en 1989 sa meilleure moyenne au bâton (,266) en carrière, la même qu'en 1986 avec Texas. Il produit 46 points, frappe 10 circuits et vole 27 buts pour les Indians et les Braves. Il dispute également la saison 1990 avec Atlanta. Il est libéré par le club au camp d'entraînement suivant.
Confiné aux ligues mineures, où il joue de 1991 à 1993 pour des clubs-écoles des Orioles de Baltimore, des Angels de la Californie et des Rangers du Texas, McDowell effectue son retour dans les majeures avec cette dernière équipe en 1994. Lorsqu'il apparaît sur le terrain pour les Rangers le 26 avril de cette année-là, c'est son premier match joué dans les majeures depuis le 3 octobre 1990. Il dispute 59 parties pour Texas dans cette dernière saison.
Oddibe McDowell a joué 830 parties dans les Ligues majeures, dont 572 avec les Rangers du Texas. Sa moyenne au bâton s'élève à ,253 avec 715 coups sûrs, 74 circuits, 266 points produits, 458 points marquées et 169 buts volés.
En 2011, il est admis au sein du Temple de la renommée du baseball collégial (National College Baseball Hall of Fame).